# 米哈伊尔·洛里斯-梅利科夫

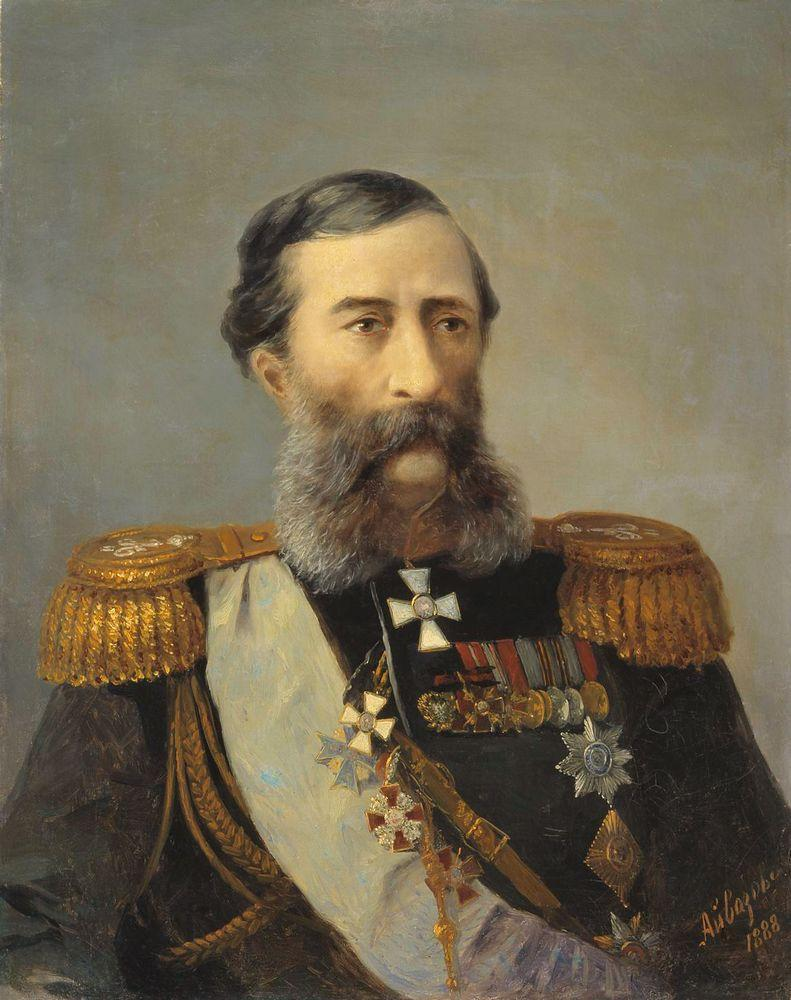
米哈伊尔·洛里斯-梅利科夫 (1888年)

米哈伊尔·洛里斯-梅利科夫（俄语：Граф Михаил Тариелович Лорис-Меликов，1824年10月21日—1888年12月24日），是俄罗斯帝国时期的政治家、骑兵将军。沙皇亚历山大二世在位的最后几个月，他被任命为内政大臣。梅利科夫任内奉行自由主义的政治改革路线，并计划建立具有立法权的代表机构。他于1881年提出了《洛里斯-梅利科夫宪法草案》，但在亚历山大三世继位后随即被废止。

## 延伸阅读
本条目包含来自公有领域出版物的文本: Chisholm, Hugh (编). .  17 (第11版). London: Cambridge University Press: 8–9. 1911.
- Wright, Patricia. "Loris-Melikov: Russia, 1880-1." History Today (June 1974), Vol. 24 Issue 6, pp 413–419 online.